# Santa Úrsula (Tenerife)
Santa Úrsula és un municipi de l'illa de Tenerife, a les illes Canàries. El seu nucli és a 283 metres sobre el nivell del mar, destacant la Morra de Isarda (1.720 m.) i la Morra de Itote (1.794 m.) constituint els punts més excel·lents del municipi. Santa Úrsula és a l'extrem oriental de la Sierra Dorsal en la Comarca d'Acentejo, formada pels municipis de La Victoria, La Matanza de Acentejo, El Sauzal i Tacoronte.
Chimaque és una paraula d'origen guanxe el significat del qual és "font de vida" i era la denominació que rebien les terres situades entre els municipis de La Orotava i La Victoria de Acentejo. L'abundància d'aigua existent en les zones altes del municipi és la que donava nom a aquesta zona. Va ser després de la conquesta quan se li va donar el nom de Santa Úrsula a aquest municipi. Va rebre aquest nom en homenatge a la verge i màrtir bretona Úrsula/Orsola morta a Colònia, Germània el 451, tal vegada va anar per la devoció de l'alcalde Alejo Pérez (1587) a Santa Úrsula doncs tenia una filla amb aquest nom. La seva devoció el va dur a cedir un terreny per a l'edificació de la parròquia.
Com la majoria dels municipis del vessant nord d'aquesta illa, s'estén de cim a costa i és, al seu torn, travessat per diversos barrancs. La seva abrupta costa abasta l'espai comprès entre la Punta del Viento i la de l'Ancón. En el cim limita amb els municipis d'Arafo i Candelaria, a l'oest amb La Orotava, per mitjà del Barranc del Pinito, i a l'est amb el municipi de La Victòria, separats per mitjà del Barranc Profund. Els seus grans pendents són característics, sobretot, en els sectors de cim i medianías, tendint a suavitzar-se, com és lògic, a mesura que ens acostem a la costa. La seva costa és abrupta i escarpada, només posseïx dues petites cales, situades a Santa Ana i el Charco del Negro. La costa, a més, té un desenvolupament relativament curt tan sols amb uns tres quilòmetres de penya-segat, estant actualment declarat Paisatge Natural Protegit Costa de Acentejo, Llei 12/1994, de 19 de desembre d'Espais Naturals de Canàries. Entre altres figures de protecció existents en el municipi destaquen el Paisatge Protegit de Les Lagunetas, la Reserva Natural Especial de Les Colomes i el ja esmentat Paisatge Protegit de la Costa d'Acentejo. Aquests rics ecosistemes i espais protegits conformen un atractiu lloc per al desenvolupament d'activitats en contacte amb la naturalesa, sent en alguns casos complementades amb senderes, convertint-se els mateixos en punt de visita per als turistes.

## Govern local
| Període      | Nom de l'alcalde/-essa | Partit polític | Data de possessió |
| ------------ | ---------------------- | -------------- | ----------------- |
| 1979 - 1983  | Fernando Luis González | (AISU)         | 19/04/1979        |
| 1983 - 1987  | Fernando Luis González | (AISU)         | 28/05/1983        |
| 1987 - 1991  | Fernando Luis González | (AISU)         | 30/06/1987        |
| 1991 - 1995  | Fernando Luis González | (AISU)         | 15/06/1991        |
| 1995 - 1999  | Fernando Luis González | (AISU)         | 17/06/1995        |
| 1999 - 2003  | Fernando Luis González | (AISU)         | 03/07/1999        |
| 2003 - 2007  | Ricardo García         | (AISU)         | 14/06/2003        |
| 2007 - 2011  | Ricardo García         | (AISU)         | 16/06/2007        |
| 2011 - 2015  | n/d                    | n/d            | 11/06/2011        |
| 2015 - 2019  | n/d                    | n/d            | 13/06/2015        |
| 2019 - 2023  | n/d                    | n/d            | 15/06/2019        |
| Des del 2023 | n/d                    | n/d            | 17/06/2023        |